# スペシャル・エディション (ジャック・ディジョネットのアルバム)
『スペシャル・エディション』 （Special Edition、直訳は「特別版」）は、ジャック・ディジョネットのアルバム。デヴィッド・マレイ、アーサー・ブライズ、ピーター・ウォレンを前面に出した音楽となっている。1979年に録音され、1980年にECMレコードから発売された。オールミュージックでのスコット・ヤノウのレヴューでは、「ジャック・ディジョネットのスペシャル・エディションというバンドの中でも、筆頭となるべき（そして最も力強い）演奏陣であり、彼らが様々な方法で聞かせてくれる音楽は、1980年当時の現代の最新の創造的即興音楽というジャンルにおいて、革命的なものだった…このCDは、新しい高みと地平に向かうジャズの進化において、最もすばらしい、ずば抜けて高い『星5つ』に値するといえる。」

## 収録曲
特に表記がない場合、すべてジャック・ディジョネットによる作曲
1. "One for Eric" - 9:52
2. "Zoot Suite" - 11:29
3. "Central Park West" (ジョン・コルトレーン) - 3:16
4. "India" (ジョン・コルトレーン) - 6:02
5. "Journey to the Twin Planet" - 8:42
  - 1979年3月、ニュー・ヨーク、ジェネレイション・サウンド・スタジオにて録音

## パーソネル
- ジャック・ディジョネット - ドラムズ, ピアノ, メロディカ
- デイヴィッド・マレイ - テナー・サックス, バス・クラリネット
- アーサー・ブライズ - アルト・サックス
- ピーター・ウォレン - ダブル・ベース, チェロ

## 註
1. ↑  Yanow, S. Allmusic Review accessed 31 August 2009